# Ифигения (Расин)
«Ифиге́ния» (фр. Iphigénie) — трагедия в пяти актах, произведение французского драматурга Жана Расина. Премьера состоялась 18 августа 1674 года на подмостках временного театра, возведенного в Версале по случаю череды гуляний Версальский Дивертисмент. В качестве сюжета Расин использовал известный древнегреческий миф о том, как царь Агамемнон вынужден был принести в жертву собственную дочь, чтобы умилостивить богиню Артемиду.

## Основные персонажи
- Агамемнон, царь микенский
- Ахилл, знаменитый герой
- Улисс, друг Агамемнона
- Клитемнестра, жена Агамемнона
- Ифигения, дочь Агамемнона
- Эрифила, дочь Елены и Тесея

## Сюжет
Действие происходит в Авлиде перед Троянской войной. Агамемнон собрал флот и был готов выступить в Трою, но боги наслали на море штиль. Теперь греческие корабли не могут сдвинуться с места. Царь спросил совета у жреца, который велел принести в жертву дочь Ифигению:
Лишь юной девы смерть, в чьих жилах кровь Елены,
Откроет, славный царь,
На Трою путь судам прямой и невозбранный.
Ужаснувшийся Агамемнон решил поначалу ослушаться богов, но мудрый Улисс напомнил ему о долге перед греками, избравшими Агамемнона своим царем. Тогда он написал письмо от лица Ахилла — Ахилл зовёт возлюбленную в Авлиду, чтобы вступить с ней в брак перед осадой Трои. Сам же Ахилл в это время отправился в поход на Лесбос и, как полагал Агамемнон, задержится там надолго, поэтому не сможет помешать жертвоприношению. Однако Ахилл моментально разобрался с врагами и уже вернулся. Агамемнон измучился и сам не рад собственному плану:
Но даже не Ахилл сейчас меня страшит,
А то, что дочь моя к погибели спешит.

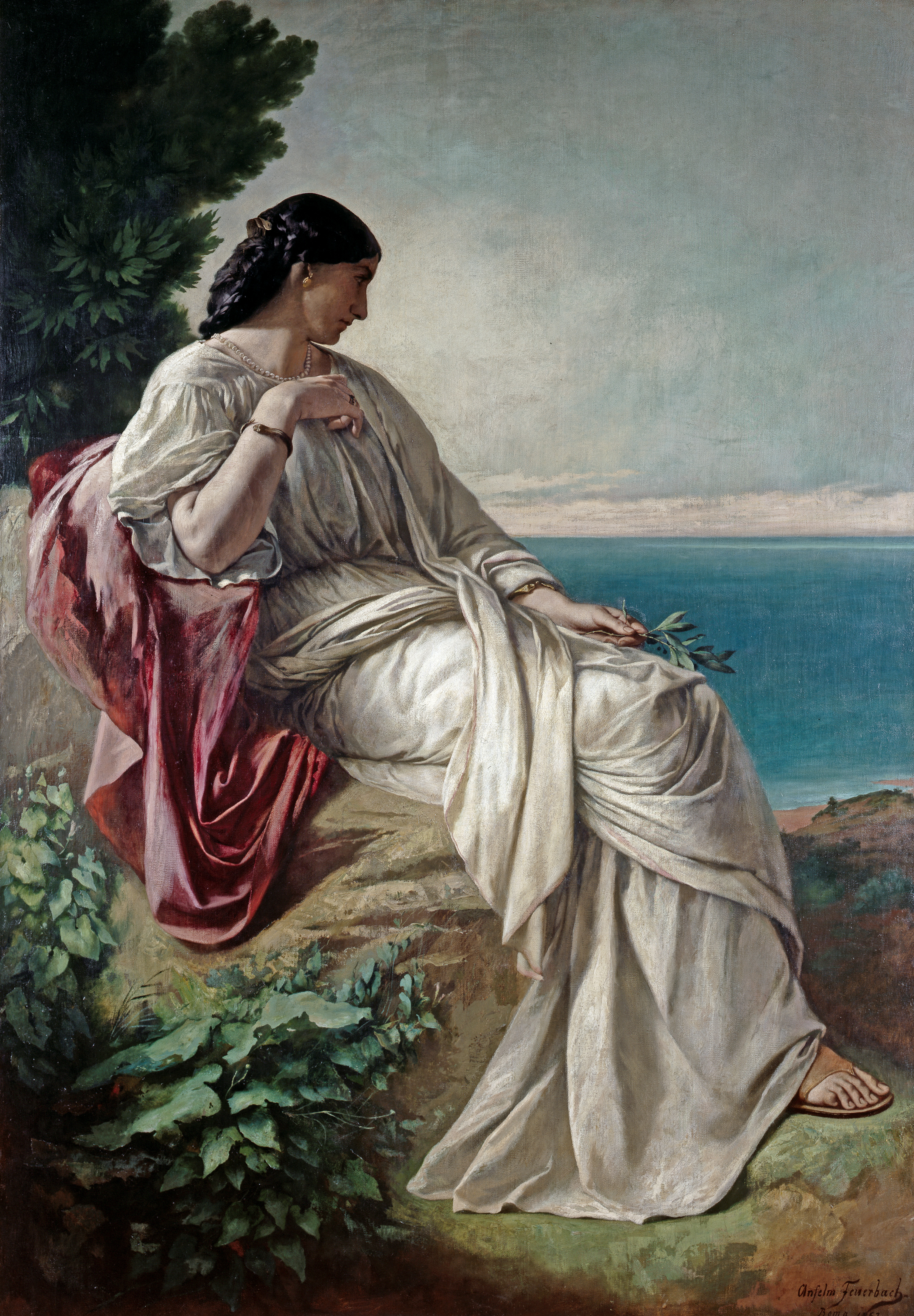
«Ифигения»
Ансельм фон Фейербах
1862 г.

Агамемнон хочет каким-то образом заставить Клитемнестру с Ифигенией повернуть назад и посылает новое письмо о том, что Ахилл передумал жениться и решил отложить брак до тех пор, пока над Троей не будет одержана победа. К Агамемному приходит Ахилл, до которого дошли слухи о будущем браке. На самом деле, он счастлив наконец-то соединиться с возлюбленной. Внезапно прибывает царица-мать и Ифигения, не получившая второго письма. В это время Эрифила, пленница Ахилла с Лесбоса, сознаётся служанке в тайной к нему любви.
Ифигения счастлива встретиться с отцом, но Агамемнон ведет себя холодно и отстранённо. Ифигения с матерью не видят причины для такой холодности, но вдруг получают второе «письмо Ахилла», который якобы изменил планы насчет свадьбы. Царица винит Эрифилу и считает, что та соблазнила жениха. Ифигения убита горем, и ни о чем не подозревающий Ахилл поражен тем, как она его встречает. Все так стремятся отговорить героя от свадьбы, что он начинает что-то подозревать. Агамемнон меняет планы и соглашается на брак дочери с Ахиллом, решив убить Ифигению прямо у алтаря. Он старается отослать жену из лагеря, не вызывая подозрений, но слуга царя проговаривается Клитемнестре и Ахиллу. Ахилл клянется защищать Ифигению, но та вдруг просит его повременить и защищает Агамемнона:
Не верю я, что он так зол и кровожаден,
Чтобы на гибель дочь бестрепетно вести.
Отец бы спас меня, когда бы мог спасти.
Она приходит к отцу и говорит, что с радостью подчинится любому его приказу. Агамемнон же опять изменил решение, теперь отпускает дочь с Клитемнестрой из лагеря и велит торопиться, пока новость об их побеге не дошла до жреца Калхаса. Ифигения, напротив, готова защитить честь отца и лечь под жертвенный нож, как вдруг появляется Улисс и сообщает, что жертва уже принесена. Эрифила, не знавшая своих родителей, пошла к Калхасу. Выяснилось, что она и есть дочь Елены и Тесея, а её настоящее имя — Ифигения. Узнав об этом, гордая Эрифила не дала жрецу к себе прикоснуться и закололась кинжалом.